# 塩谷良翰
塩谷 良翰（しおのや りょうかん、1835年7月30日（天保6年7月5日） - 1923年（大正12年）10月10日）は、幕末の館林藩士、明治期の官僚。宮城県・青森県参事。諱・良翰、通称・甲介、直之進、雅号・謙堂。

## 経歴
羽前国村山郡の館林藩の飛地、漆山陣屋で、同藩士・塩谷市郎左衛門の息子として生まれる。弘化3年11月（1846年または1847年）館林に移る。16歳で江戸に出て田口江村、塩谷宕陰、藤森弘庵に学ぶ。桜田門外の変の後、浪士の疑いを受け小日向清光院の住いを追われた。文久元年（1861年）関西を行脚し勤王の志士と交わり、帰藩後、藩校・求道館の助教授となる。
明治元年（1868年）新政府軍の東下に際し、館林藩を勤王に導くことに尽力。同年4月、大鳥圭介の兵と戦い敗れたが、その後、奪われた砲8門を奪取することに成功。参謀・大村益次郎に付き古河藩・結城藩・宇都宮藩を勤王方につくよう説得した。その後、大総督府参謀附、民部省大祐を歴任し、紙幣発行を担当した。明治2年11月（1870年12月）甲州の大小切騒動の鎮定に当った。
明治3年9月（1870年）登米県大参事・通商権頭に就任。明治4年11月2日（1871年12月13日）登米県が廃止され仙台県参事心得に就任。明治5年1月8日（1872年2月16日）宮城県の初代参事となり、1873年2月7日に辞任。同年11月7日、青森県参事に就任。1876年、明治天皇巡幸前に人事問題で政府の許可が無く青森から上京したことにより、同年8月16日、参事を免ぜられた。
その後、銀行業に従事。1894年1月16日、群馬県邑楽郡長に就任し、1896年4月28日、非職。1899年4月27日、非職満期となり退官した。

## 著作
- 述、塩谷恒太郎編『回顧録』塩谷恒太郎、1918年。

## 親族
- 長男 塩谷恒太郎（弁護士）[1]